# Классификация секретной информации в Гонконге
Система классификации секретной информации в Гонконге была сформирована британскими колониальными властями в период нахождения Гонконга под властью Великобритании и в силу этого практически совпадает с аналогичной классификацией, принятой в Великобритании. После перехода Гонконга под суверенитет КНР в 1997 году, в соответствии с принципом Одна страна, две системы, Гонконг продолжает использовать на практике эту систему классификации, отличающуюся от системы классификации секретной информации КНР.
Классификация секретной информации в Гонконге имеет следующие уровни (от высшего к низшему):
- Совершенно секретно (高度 机密)
- Секретно (机密)
- Конфиденциально (保密)
  - Временно конфиденциально (临时 保密)
- Ограниченный доступ (限 阅 文件 / 内部 文件)
  - Ограниченный доступ (персонал) (限 阅 文件 (人事))
  - Ограниченный доступ (чувствительная информация) (限 阅 文件 (投标))
  - Ограниченный доступ (администрация) (限 阅 文件 (行政)).

Разработкой политики в отношении защиты и обработки правительственной конфиденциальной информации занимается министерство безопасности Гонконга.